# Hajde, vodi me odavde
Hajde, vodi me odavde är ett musikalbum från 1994 av Viki Miljković.

## Låtlista
1. Da li vidiš bože moj
2. Što me puštaš srećo samu
3. Nikom nije lepše nego nama
4. S tobom sam princeza
5. Otpala ti ruka
6. Hajde, vodi me odavde
7. Tu me poljubi
8. Samo ti si kriv